# Henryk Petryka

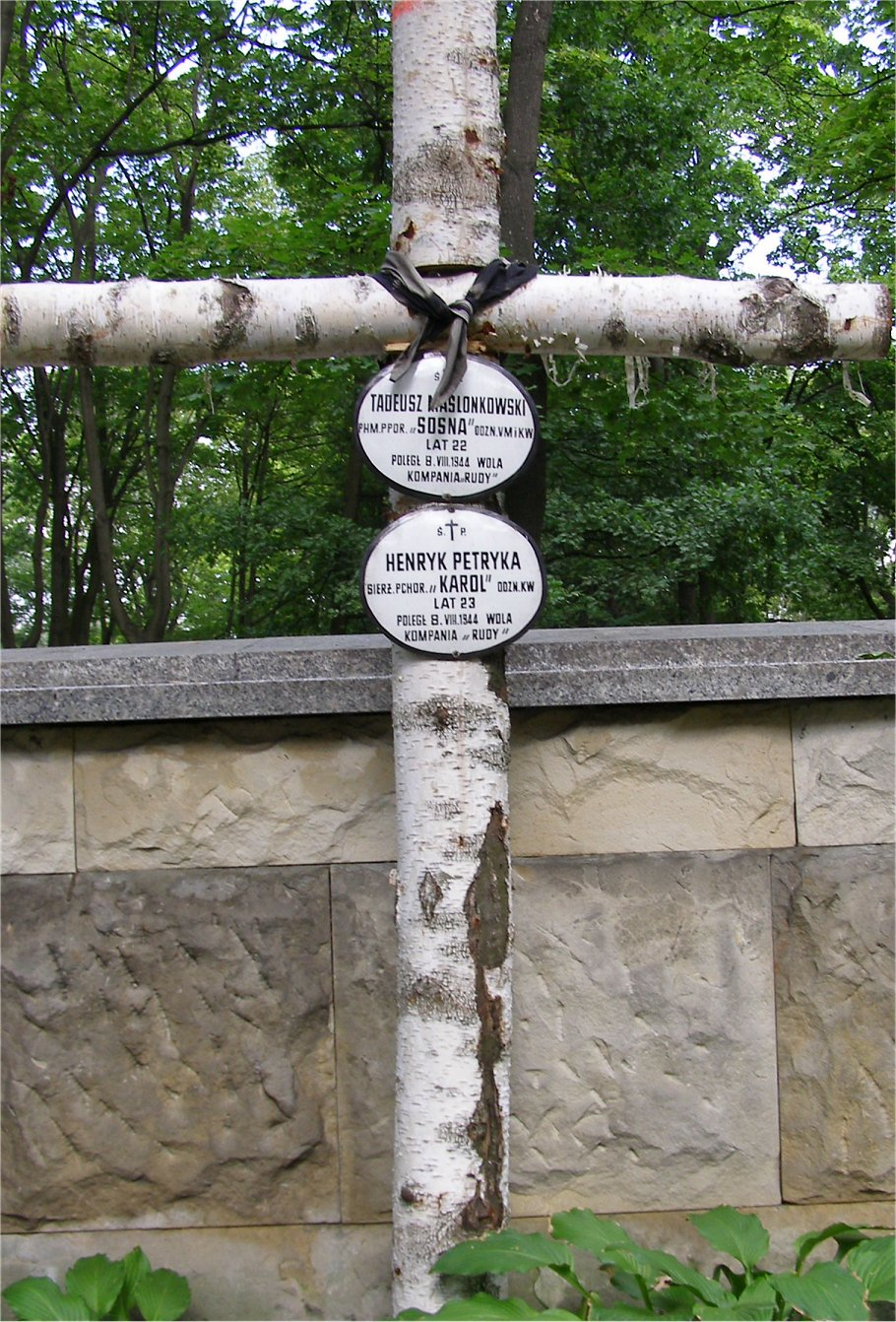
Grób na Powązkach Wojskowych

Henryk Petryka ps. Karol (ur. 30 stycznia 1921 w Cychrowskiej Woli, zm. 8 sierpnia 1944 w Warszawie) – sierżant podchorąży, żołnierz Armii Krajowej,
podczas powstania warszawskiego w III drużynie II plutonu „Alek” kompanii „Rudy” batalionu „Zośka”. Syn Michała.
Podczas okupacji niemieckiej działał w polskim podziemiu zbrojnym. Brał udział w akcji w Sieczychach. Był w grupie atak II pod dowództwem Wiesława Krajewskiego ps. Sem. Ukończył tajną podchorążówkę.
Zginął 8. dnia powstania warszawskiego od kuli niemieckiej podczas walk na terenie cmentarza ewangelickiego na Woli. Próbę ratunku podjął hm. ppor. Tadeusz Maślonkowski, kolega z drużyny. Obaj zginęli w wieku 22 i 23 lat. Pochowani we wspólnej mogile na Powązkach Wojskowych w kwaterach żołnierzy batalionu „Zośka” (kwatera A20-2-26).
Henryk Petryka został odznaczony Krzyżem Walecznych.